# K-1 (ракета)

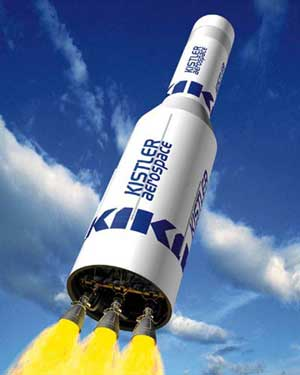
Вид ракеты K-1

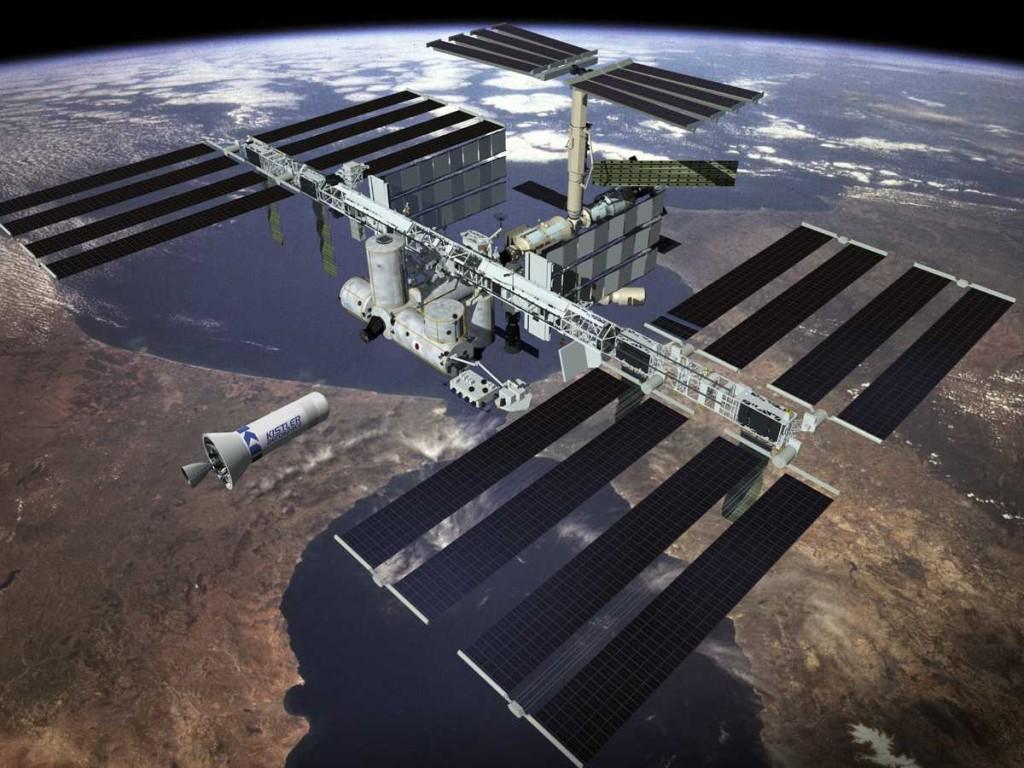
Компьютерная модель подлёта K-1 к МКС

Kistler K-1 — проект создания двухступенчатой ракеты-носителя многоразового использования, предпринятый американской компанией Rocketplane Kistler. Ракета К-1 разрабатывалась для выполнения широкого спектра задач, в том числе доставки полезного груза на низкие околоземные орбиты, доставки полезной нагрузки на высокоэнергетические орбиты, технологических демонстрационных полетов, экспериментов по микрогравитации и коммерческих рейсов по доставке грузов на Международную космическую станцию.
Конструкция ракеты предполагала возврат первой и второй ступеней торможением двигателями и использованием парашютов и воздушных мешков при посадке.
После недостижения компанией Rocketplane Kistler требуемых финансовых показателей, НАСА объявило в октябре 2007 года, что прекращает финансирование проекта.